# Strabomantis helonotus
Strabomantis helonotus es una especie de anfibio anuro de la familia Craugastoridae.

## Distribución geográfica
Esta especie es endémica de la provincia de Pichincha en Ecuador. Habita en la cuenca del río Pitzara entre los 1000 y 2000 m de altitud en la Cordillera Occidental.

## Descripción
Las hembras miden de 60.6 a 69.6 mm.

## Publicación original
- Lynch, 1975 : A review of the broad-headed eleutherodactyline frogs of South America (Leptodactylidae). Occasional Papers of the Museum of Natural History, University of Kansas, n.º 38, p. 1-46[5]